# Distrikt La Morada
Der Distrikt La Morada liegt in der Provinz Marañón in der Region Huánuco in Zentral-Peru. Der Distrikt wurde am 12. November 2015 aus Teilen des Distrikts Cholón gebildet. Er hat eine Fläche von 2202 km². Beim Zensus 2017 wurden 5858 Einwohner gezählt. Sitz der Distriktverwaltung ist die etwa 550 m hoch gelegene Ortschaft La Morada mit 1217 Einwohnern (Stand 2017). La Morada befindet sich etwa 100 km ostsüdöstlich der Provinzhauptstadt Huacrachuco.

## Geographische Lage
Der Distrikt La Morada liegt an der Ostflanke der peruanischen Zentralkordillere im Südosten der Provinz Marañón. Der Río Magdalena fließt entlang der südöstlichen Distriktgrenze nach Nordosten und mündet in den Río Huallaga, der den Distrikt im Osten begrenzt. Im Nordosten reicht der Distrikt bis zur Mündung des Río Huamuco (auch Río Yanajanca) in den Río Huallaga.
Der Distrikt La Morada grenzt im Südosten an den Distrikt José Crespo y Castillo (Provinz Leoncio Prado), im Südwesten an den Distrikt Cochabamba (Provinz Huacaybamba), im Nordwesten an den Distrikt Santa Rosa de Alto Yanajanca sowie im Osten an die Distrikte Distrikt Nuevo Progreso (Provinz Tocache).

## Ortschaften
Im Distrikt gibt es neben dem Hauptort folgende größere Ortschaften:
- El Triunfo (291 Einwohner)
- Huamuco (319 Einwohner)
- Molope (230 Einwohner)
- Santa Rosa de Baden